# Maurice Leriche
Maurice Leriche (né le 21 septembre 1875 à Maretz, et mort le 15 septembre 1948 à Monchy-Lagache) est un stratigraphe et paléontologue français, Professeur de paléontologie, géologie et minéralogie, président d'université.

## Biographie
Il est en 1897 préparateur, puis maître de conférences de paléontologie, à partir de 1906 à la Faculté des sciences de Lille.
À partir de 1900, il est collaborateur auxiliaire du Service de la Carte géologique détaillé de la France, puis en 1901 collaborateur étranger au Musée royal d'Histoire naturelle de Belgique. Il devient 1906 Docteur ès sciences naturelles. À partir de 1910, il est professeur de géologie à l'Université libre de Bruxelles et de géologie générale et de géographie physique en 1927 à l'Université de Lille.
En 1919, il est chargé de cours de minéralogie à la Faculté des sciences de Dijon. De 1927 à 1930, il est président de la Faculté des sciences de l'Université libre de Bruxelles.
Il est titulaire de la chaire de Géologie Générale et Géographie Physique de l'Université de Lille de 1926 à sa retraite.
Paléontologue, il se consacra plus particulièrement à l’étude des poissons fossiles. C'est à lui que l'on doit entre autres, les études les plus complètes sur les poissons néogènes de Bretagne. Il est l'auteur de plusieurs articles dans des revues scientifiques, dont entre autres : le Bulletin de la Société géologique de France, les Annales de la Société géologique du Nord, les Mémoires du Musée royal d'histoire naturelle de Belgique, le Bulletin de la Société belge de Géologie, de Paléontologie et d'Hydrologie.

## Décorations
- Chevalier de la Légion d'honneur[1]
- Croix de guerre 1914–1918[1]
- Médaille commémorative de la guerre 1914–1918 (1920)
- Commandeur de l'ordre de Léopold (Belgique)[1]

## Sources
- Le nouveau dictionnaire des belges / sous la direction de Thierry Denoël, 1992 . - Lorenz
- Michel Casiez, Vincent Casiez, Histoire et Patrimoine de Maretz, Histoire et Patrimoine du Cambrésis et du Vermandois, 2022   (ISBN 9782957946617)